# Аміак
Аміа́к, амоніа́к, NH3 — неорганічна сполука, безбарвний газ із різким задушливим запахом, легший за повітря, добре розчинний у воді. Одержують каталітичним синтезом з азоту і водню під тиском. Використовують переважно для виробництва азотних добрив, вибухових речовин і азотної кислоти. Рідкий аміак використовується в холодильних установках. Водний розчин аміаку (нашатирний спирт) застосовується в медицині.

## Фізичні властивості
Аміак — безбарвний газ з характерним різким запахом і їдким смаком. Він майже вдвічі легший від повітря. При -33,35 °С і звичайному тиску аміак скраплюється в безбарвну рідину, а при -77,75 °C замерзає, перетворюючись у безбарвну кристалічну масу. Його зберігають і транспортують у рідкому стані в сталевих балонах під тиском 6–7 атм.
У воді аміак розчиняється дуже добре: при 0 °С і звичайному тиску в 1 об'ємі води розчиняється близько 1200 об'ємів NH3, а при 20 °С — 700 об'ємів. Концентрований розчин містить 25% NH3 і має густину 0,91 г/см³. Розчин аміаку у воді називають аміачною водою або нашатирним спиртом. Звичайний медичний нашатирний спирт містить до 10 % NH3, аміачна вода від 10 % і більше. При нагріванні розчину аміак легко випаровується.

## Отримання
В лабораторних умовах аміак зазвичай добувають нагріванням суміші хлориду амонію NH4Cl з гідроксидом кальцію Ca(OH)2. Процес утворення аміаку при цьому відбувається у дві стадії: спочатку виникає гідроксид амонію, а потім він розкладається з виділенням аміаку:
{\displaystyle \mathrm {2NH_{4}Cl+Ca(OH)_{2}{\xrightarrow {t}}\ 2NH_{4}OH+CaCl_{2}} }
{\displaystyle \mathrm {NH_{4}OH\longrightarrow NH_{3}+H_{2}O} }
Інколи аміак добувають нагріванням до кипіння концентрованого розчину аміаку (гідроксиду амонію).
У техніці головним способом добування аміаку є прямий синтез його з азоту і водню за реакцією:
{\displaystyle \mathrm {N_{2}+3H_{2}\leftrightarrows 2NH_{3}} }
Ця реакція відбувається лише при дуже високих тисках (кілька сотень атмосфер), високій температурі і наявності каталізатора.
На сучасних заводах синтез проводять у більшості випадків при тисках 250–350 атм, а інколи навіть при 700–1000 атм. Чим більший тиск, тим більше рівновага реакції зміщується в бік утворення NH3, тобто в бік збільшення виходу аміаку. Але процес при дуже високих тисках дуже дорогий і економічно невигідний. Температуру підтримують близько 400–450 °С. Нижче 400 °С реакція відбувається дуже повільно, а вище 450–500 °С аміак помітно розкладається на азот і водень. Каталізатором служить губчасте залізо з домішками оксидів калію, алюмінію й інших речовин.
При цьому слід ще раз відмітити, що не вся азотоводнева суміш перетворюється в аміак навіть при найвищих тисках. Частина її залишається непрореагованою. Тому одержуваний аміак відділяють від непрореагованої суміші скрапленням його під тиском, а до решти суміші додають нові порції азото-водневої суміші і знову направляють на синтез.
Значні кількості аміаку одержують як побічний продукт при коксуванні кам'яного вугілля, в якому міститься від 1 до 2,5 % азоту. При коксуванні вугілля більша частина цього азоту виділяється у вигляді аміаку. Його видаляють з коксового газу пропусканням газу через воду. Аміачну воду нейтралізують сульфатною кислотою і одержують сульфат амонію.
До кінця XIX століття цей спосіб був єдиним промисловим способом добування аміаку. Лише в 20-х роках, XX століття, коли поширився синтетичний спосіб, він втратив своє значення.

### Виробництво в Україні
Основними виробниками аміаку в Україні є підприємства хімічного холдингу OSTCHEM, зокрема,  «Рівнеазот», Сєвєродонецьке об'єднання «Азот», Черкаський «Азот» та Концерн «Стирол», а також  Одеський припортовий завод та «ДніпроАзот».  За даними Державної служби статистики України, за березень 2014 року виробництво знизилось на 25,9 % у порівнянні з 2013 роком та склало 279 тис. тонн. В загальному, за три місяці 2014 року Україна знизила виробництво аміаку на 33,3 % — до 1 млн тон.
Дмитро Фірташ та пов'язані з ним структури зосередили у своїх руках виробництво 100 % селітри в Україні, 80 % карбаміду та 75 % аміаку.
У 2017 році Україна імпортувала аміаку на $123 млн.

## Хімічні властивості
Молекули аміаку утворюються за допомогою ковалентних зв'язків. Електронна і структурна формули молекули аміаку такі:
Однак зв'язки N — Н в молекулі аміаку полярні, оскільки електронна пара зміщена до атома азоту. Тому атом азоту має негативний заряд, а атом водню — позитивний.
Аміак є відновником, а сам зазвичай окиснюється до вільного азоту. Так, в атмосфері кисню аміак горить за реакцією:
{\displaystyle \mathrm {4NH_{3}+3O_{2}\longrightarrow 2N_{2}+6H_{2}O} }
Амоніак також легко відновлює монооксид міді до металічної міді при високій температурі за реакцією:
{\displaystyle \mathrm {3CuO+2NH_{3}{\xrightarrow {t}}\ 3Cu+N_{2}+3H_{2}O} }

### Гідроксид амонію
При розчиненні аміаку в воді частина його молекул взаємодіє з водневими іонами води з утворенням складного катіона амонію NH+
4. Разом з тим відповідна кількість гідроксильних груп OH− води звільняється. Цей процес рівноважний. Його можна зобразити таким рівнянням:
{\displaystyle \mathrm {NH_{3}+H_{2}O\leftrightarrows NH_{4}^{+}+OH^{-}\leftrightarrows NH_{4}OH} }
Звідси виходить, що в розчині аміаку в рівновазі одночасно існують молекули аміаку, води та гідроксиду амонію та іони амонію і гідроксиду.
Гідроксид амонію є дуже нестійкою речовиною і може існувати лише в розчині. При нагріванні розчину рівновага зміщується вліво, і розчин розкладається на вихідні речовини. Цей розклад частково відбувається і при звичайній температурі, тому розчини аміаку завжди мають специфічний запах. При тривалому кип'ятінні розчину можна повністю видалити аміак. Цим інколи користуються в лабораторіях для одержання невеликих кількостей аміаку.
Розчин гідроксиду амонію забарвлює лакмус у синій колір. З кислотами розчин гідроксиду амонію утворює солі, наприклад:
{\displaystyle \mathrm {NH_{4}OH+HCl\longrightarrow NH_{4}Cl+H_{2}O} }
{\displaystyle \mathrm {NH_{4}OH+HNO_{3}\longrightarrow NH_{4}NO_{3}+H_{2}O} }
{\displaystyle \mathrm {2NH_{4}OH+H_{2}SO_{4}\longrightarrow (NH_{4})_{2}SO_{4}+2H_{2}O} }

## Застосування
Аміак — один з найважливіших продуктів сучасної хімічної промисловості. Головною галуззю його застосування є виробництво нітратної кислоти і азотних добрив. Крім того, аміак використовують для виробництва багатьох інших хімічних продуктів. Зріджений аміак і водний розчин аміаку застосовують безпосередньо як азотне добриво.